# Malaysia ai Giochi della XVIII Olimpiade
La Malaysia partecipò ai Giochi della XVIII Olimpiade, svoltisi a Tokyo dal 10 al 24 ottobre 1964, con una delegazione di 61 atleti impegnati in 10 discipline, per un totale di 48 competizioni. Si tratta della delegazione più numerosa nella storia olimpica di questo paese. Portabandiera alla cerimonia di apertura fu Kuda Ditta, che gareggiò nei 110 metri ostacoli e nella staffetta 4×400.
Fu la prima partecipazione ai Giochi della Malaysia con questa denominazione, ma nelle due precedenti edizioni vi era stata la presenza della Federazione della Malesia. Non furono conquistate medaglie.